# 모리타 잇세이
모리타 잇세이(일본어: 森田 一成, 1989년 8월 4일 ~ )는 일본의 전 프로 야구 선수이다. 오카야마현 오카야마시 출신이며 현역 시절 포지션은 내야수였다.

## 인물

### 프로 입단 전
초등학교 1학년 때 소프트볼을 비롯해 3학년 때 연식 야구를 처음 시작했다. 간사이 고등학교에 진학해 1학년 가을부터 벤치에 앉았으나 오카야마현 대회 결승에서 오른쪽 어깨가 탈구돼 수술했기 때문에 당초 대타로 출전이 많았다. 2학년 춘계 2학년 하계, 3학년 춘계 등 3번이나 고시엔 대회에 출전했으며 3학년 춘계 대회에서는 8강에 진출했다. 고교 통산 홈런은 25개였다.
당시 한신 타이거스의 시니어 디렉터로 모리타의 장타력을 높게 평가했던 호시노 센이치의 추천도 있어 2007년 고교생 드래프트에서 한신에게 3순위로 지명을 받아 입단했다. 등번호는 64번.

### 프로 야구 선수 시절
2008년 시즌 후 오른쪽 어깨 부상의 영향으로 보류 선수 명단에서 제외됐고 이듬해인 2009년에 육성 선수로 계약을 맺었다. 등번호도 122번으로 변경됐다. 9월 16일 웨스턴 리그 주니치 드래곤스전에서 6번·1루수로 선발 출장해 1점 뒤진 6회 기쿠치 마사노리에게 백 스크린을 맞추는 추정 비거리 140m 짜리의 대형 동점 솔로 홈런을 치면서 2군에서 프로 첫 홈런을 기록했다. 당시 왼쪽 허벅지 근육 파열로 2군에서 재활 중이던 크레이그 브라젤에게서 전날 타격 지도를 받아 즉시 실천한 일타가 됐다.
2010년 지배하에 선수로 재등록됐고 등번호도 69번으로 변경됐다. 프레시 올스타 게임에도 출전했으며 10월 4일부터 26일까지 미야자키현에서 개최된 피닉스 리그에 참가해 4개의 홈런을 치며 전체 선수 중 공동 3위의 성적을 남겼다.
2011년에 처음으로 춘계 스프링 캠프에 발탁됐다. 개막은 2군에서 시작했지만 6월에 2군 감독인 요시타케 하루키의 조언으로 변경한 타격 폼이 주효해 컨디션을 끌어올리면서 7월부터 2군 경기에서 4번 타자를 맡게 됐다. 그 후 4번 타자로 선발 출전한 10경기에서 타율 3할 5리를 기록하며 호조를 이어나갔고 7월 26일에 첫 1군 승격을 완수했다. 승격 당일인 주니치전(한신 고시엔 구장)에서 5회에 대타로 첫 출전해 그 타석에서 2점 홈런을 날렸다. 첫 타석에서 홈런을 친 것은 일본 프로 야구 역대 51번째였으며 헤이세이 태생 및 한신 선수로서는 사상 최초의 기록이었다. 또한 대타로 프로 첫 타석 홈런은 역사상 13번째 기록이었다. 이 홈런으로 한신 타이거스 선수로서는 300번째 홈런을 날린 선수가 됐다. 하지만 8월 7일에 쓰루 나오토와 교체돼 2군으로 강등됐고 8월 23일에 부상을 당한 크레이그 브라젤을 대신해서 다음 날에 다시 승격했다. 8월 25일 요미우리 자이언츠전(도쿄 돔)에서 7번·1루수로 첫 1군 선발 출전을 했다.
2012년에는 주로 2군에서 출전 기회를 가졌고 89경기에 출전해 77안타, 타율 0.277, 3홈런, 27타점을 올렸고 9월 17일에 처음으로 1군에 승격됐다. 9월 23일 주니치전에서 시즌 첫 적시타를 때려냈다.
2013년에는 웨스턴 리그에서 홈런왕(16개), 타점왕(69타점)의 타이틀을 획득했다. 1군 정착에는 이르지 못했으나 시즌 막판에는 1루수로 공식전 선발에 기용됐다.
2014년에는 1군에서의 출전 기회는 없었고 10월 28일에 방출 통보를 받았다. 2군에서의 성적은 84경기에 출전하여 59안타, 7홈런을 몰아치며 타율은 2할 7푼 3리였다. 11월 9일에 시즈오카현 구사나기 구장에서 열린 12구단 트라이아웃에 참가하고 백 스크린에 홈런을 포함한 5타수 3안타 1볼넷이라는 결과를 남겼지만 타 구단의 오퍼없이 현역에서 은퇴했다. 12월 2일에 자유 계약이 공시됐다.

### 그 후
2015년 5월에 미국으로 건너갔고 캘리포니아 주립 대학교 프레스노 캠퍼스에서 영어를 배우고 있다.

## 플레이 스타일
드래프트에서 지명을 추천했던 호시노로부터 “마쓰이 히데키나 나카타 쇼보다 타구를 날리는 힘이 더하다”라고 확실한 보증을 각인받았을 정도의 장타력을 무기로 삼았다. 2군 코치인 야기 히로시로부터 변화구를 대응하는 교묘한 배트 컨트롤을 높게 평가받았다. 한편 팀원이었던 크레이그 브라젤과는 몸집이 크고 비슷한 폼의 좌타자라는 공통점이 있었는데 풍모도 비슷하여 ‘작은 브라젤’(小ブラゼル)이라고 불리기도 하였다. 참고로 2013년 추계 스프링 캠프에서 한신의 ‘제너럴 매니저 지휘 육성 & 타격 코디네이터(DC)’로 지도자 생활을 시작한 가케후 마사유키는 자신의 현역 시절에 클린업을 구성했던 랜디 바스(모리타처럼 체구가 컸고 장타력이 높은 좌타자에 1루수)를 본뜬 ‘작은 바스’(小バース)"라고 불렸다.
한편 수비에는 아직 완벽하지 않아 2011년에 처음으로 1군으로 승격됐을 때도 대타로만 출전했다. 그 후에는 웨스턴 리그의 공식전이나 연습에서 3루를 지키는 기회는 있었지만 1군과 2군 모두 지명 타자를 채택하지 않는 공식전에서 주전으로 기용될 경우에는 1루수로서 출전하는 일이 많았다.

## 상세 정보

### 출신 학교
- 간사이 고등학교

### 선수 경력
- 한신 타이거스(2008년 ~ 2014년)

### 개인 기록
- 첫 출장 : 2011년 7월 26일, 대 주니치 드래곤스 10차전(한신 고시엔 구장), 5회말에 노미 아쓰시의 대타로 출장
- 첫 타석·첫 안타·첫 홈런·첫 타점 : 상동, 5회말에 멕시모 넬슨으로부터 좌월 2점 홈런 ※역대 51번째의 첫 타석 홈런
- 첫 선발 출장 : 2011년 8월 25일, 대 요미우리 자이언츠 18차전(도쿄 돔), 7번·1루수로서 선발 출장

### 등번호
- 64(2008년)
- 122(2009년 ~ 2010년 시즌 도중)
- 69(2010년 시즌 도중 ~ 2014년)

### 연도별 타격 성적
| 연 도      | 소 속      | 경 기 | 타 석 | 타 수 | 득 점 | 안 타 | 2 루 타 | 3 루 타 | 홈 런 | 루 타 | 타 점 | 도 루 | 도 루 자 | 희 생 번 | 희 생 플 | 볼 넷 | 고 4 | 사 구 | 삼 진 | 병 살 타 | 타 율 | 출 루 율 | 장 타 율 | O P S |
| ---------- | ---------- | ----- | ----- | ----- | ----- | ----- | ------- | ------- | ----- | ----- | ----- | ----- | -------- | -------- | -------- | ----- | ---- | ----- | ----- | -------- | ----- | -------- | -------- | ----- |
| 2011년     | 한신       | 20    | 34    | 32    | 2     | 8     | 3       | 1       | 1     | 16    | 5     | 0     | 0        | 0        | 1        | 1     | 0    | 0     | 8     | 0        | .250  | .265     | .500     | .765  |
| 2012년     | 한신       | 11    | 30    | 24    | 3     | 5     | 1       | 1       | 0     | 8     | 4     | 0     | 0        | 0        | 1        | 5     | 0    | 0     | 4     | 0        | .208  | .333     | .333     | .666  |
| 2013년     | 한신       | 13    | 19    | 19    | 0     | 4     | 1       | 0       | 0     | 5     | 2     | 0     | 0        | 0        | 0        | 0     | 0    | 0     | 8     | 1        | .211  | .211     | .263     | .474  |
| 통산 : 3년 | 통산 : 3년 | 44    | 83    | 75    | 5     | 17    | 5       | 2       | 1     | 29    | 11    | 0     | 0        | 0        | 2        | 6     | 0    | 0     | 20    | 1        | .227  | .277     | .387     | .664  |

### 연도별 수비 성적
| 연 도 | 1루  | 1루  | 1루  | 1루  | 1루  | 1루    |
| 연 도 | 경기 | 척살 | 보살 | 실책 | 병살 | 수비율 |
| ----- | ---- | ---- | ---- | ---- | ---- | ------ |
| 2011  | 9    | 60   | 3    | 1    | 5    | .984   |
| 2012  | 9    | 50   | 4    | 0    | 4    | 1.000  |
| 2013  | 3    | 24   | 1    | 0    | 1    | 1.000  |
| 통산  | 21   | 134  | 8    | 1    | 10   | .993   |